# Смолярова Олександра Захарівна
Олександра Захарівна Смоляро́ва (19 червня 1925, Маріуполь, УРСР, СРСР — 24 травня 2014, Київ, Україна) — українська актриса; член-кореспондент Академії мистецтв України (2002). Народна артистка Української РСР (1980).

## Життєпис
Народилася 19 червня 1925 року у місті Маріуполі (тепер Донецька область, Україна). 1948 року закінчила Київський державний інститут театрального мистецтва імені Івана Карпенка-Карого (майстерня Любові Гаккебуш).
У 1948 році працювала у Київському театрі юного глядача; впродовж 1949—1950 років — у Вінницькому українському музично-драматичному театрі; у 1950—1952 роках — у Київському театрі транспорту. З 1952 року — актриса Київського театру російської драми імені Лесі Українки. Член КПРС з 1964 року. З 1968 року викладала у Київському державному інституті театрального мистецтва імені Івана Карпенка-Карого.
Померла в Києві 24 травня 2014 року.

## Ролі в театрі
- Панна («Вій» за Миколою Гоголем)
- Раїса Закипна («Київський зошит» Вадима Собка)
- Ніна («Маскарад» Михайла Лермонтова)
- Шура Азарова («Давним-давно» Олександра Гладкова)
- Маша, Матрьона («Живий труп», «Влада темряви» Льва Толстого)
- Пані Арсич («ОБЕЖ» Бранислава Нушича)
- Баронесса («Кандід» Вольтера)
- Оксана («Загибель ескадри» Олександра Корнійчука)
- Королева Єлизавета Валуа («Дон Карлос» Фрідріха Шиллера)
- Клавдія («Діти Ванюшина» Сергія Найдьонова)
- Естер («Долетимо до Мілана» Освальда Заградника)
- Бабулинька («Гравець» Федора Достоєвського)
- Стара Джуліана («Історія однієї пристрасті» Генрі Джеймса)
- мама Іда («Кішка на розпеченому даху» Теннессі Вільямса)
- Софія Іванівна («Поки вона вмирала», «Різдвяні мрії» Надії Птушкіної)

## Фільмографія
- 1957 — «Мораль пані Дульської» — Танка
- 1979 — «Ой не ходи, Грицю…» — Вустя Шурай
- 2000 — «День народження Буржуя» — білетерша

## Відзнаки
- Народна артистка УРСР з 1980 року;
- Лауреат Державної премії України імені Тараса Шевченка (1983; разом з Михайлом Рєзніковичем, Віктором Добровольським, Юрієм Мажугою, Анатолієм Пазенком, Анатолієм Решетниковим, Миколою Рушковським, Лідією Яремчук за створення образу сучасника у виставах «Мережа спокою», «Кафедра», «Тема з варіаціями» у Київському російському драматичному театрі імені Лесі Українки)[2];
- Орден «За заслуги» ІІІ-го ступеня (30 листопада 2006; за вагомий особистий внесок у розвиток театрального мистецтва, вагомі творчі здобутки та високу професійну майстерність)[3];
- Орден Дружби (31 січня 2007; за великий внесок у зміцнення і розвиток російсько-українських культурних зв'язків)[4].